# 鹰氏壁虎
鹰氏壁虎（学名：Gekko adleri）是壁虎科壁虎属的一种，发现于越南高平省与中国广西壮族自治区交界地带，种加词源自美国学者克瑞格·阿德勒（Kraig Adler）的姓氏。

## 保护
本种于2023年被收录入《有重要生态、科学、社会价值的陆生野生动物名录》。